# 萊維氏歧鬚鮠
萊維氏歧鬚鮠，為輻鰭魚綱鯰形目倒立鯰科的其中一種，為熱帶淡水魚，分布於非洲幾內亞Konkouré河流域，體長可達17.7公分，棲息在底中層水域，生活習性不明。